# Anis
Anis (lat. Pimpinella anisum) zvan još aniš, slatki januš, biljka iz porodice štitarki poznata po svojim aromatičnim začinskim i ljekovitim svojstvima. Potječe iz Egipta od ploda mediteranske biljke, a danas se najviše uzgaja u Španjolskoj. 
Izvrstan je začin za kolače bogat eteričnim uljima. Miriše ugodno i svježe, a takav mu je i okus. S obzirom na to da mu miris brzo hlapi ne treba ga držati u većim količinama, pogotovo ne samljevenog. Sušene anisove sjemenke najčešće se upotrebljavaju u kulinarstvu kao začin za kolače i kruh, te za variva, umake i salate. 
Anis poboljšava probavu, što su znali još i stari Rimljani, nadalje potiče iskašljavanje, sprječava rast bakterija, zaustavlja grčeve, smanjuje nadutost, djeluje kao tonik ima afrodizijačka svojstva i smanjuje upale
Korisati se i u kulinarstvu jer poboljšava okus kompotima i pekmezu, pri čemu ga prije uporabe treba usitniti, a pri začinjanju anisom ne valja dodavati druge začine zbog njegova intenzivnog okusa, koji se kao takav teško slaže s ostalim začinima.

## Sinonimi
- Anisum odoratum Raf.
- Anisum officinale DC.
- Anisum officinarum Moench
- Anisum vulgare Gaertn.
- Apium anisum (L.) Crantz
- Carum anisum (L.) Baill.
- Pimpinele anisa St.-Lag.
- Ptychotis vargasiana DC.
- Selinum anisum (L.) E.H.L. Krause
- Seseli gilliesii Hook. & Arn.
- Sison anisum (L.) Spreng.
- Tragium anisum (L.) Link

izvori za sinonime